# Liste der Olympiasieger im Wasserball/Medaillengewinnerinnen
Diese Liste ist Teil der Liste der Olympiasieger im Wasserball. Sie listet alle Sieger, zweit- und drittplatzierten Mannschaften mit dem vollständigen Kader der bisherigen Wasserballturniere der Frauen auf.

## Wettbewerbe
| Olympia | Gold | Silber | Bronze |
| ------- | --- | --- | --- |
| 2000    | AustralienNaomi Castle Joanne Fox Bridgette Gusterson Simone Hankin Yvette Higgins Kate Hooper Bronwyn Mayer Gail Miller Melissa Mills Debbie Watson Liz Weekes Danielle Woodhouse Taryn Woods                                      | Vereinigte StaatenRobin Beauregard Ellen Estes Courtney Johnson Ericka Lorenz Heather Moody Maureen O’Toole Bernice Orwig Nicolle Payne Heather Petri Kathy Sheehy Coralie Simmons Julie Swail Brenda Villa                                             | RusslandMarina Akobija Jekaterina Anikejewa Sofja Konuch Marija Koroljowa Swetlana Kusina Natalja Kutusowa Julija Petrowa Tatjana Petrowa Galina Rytowa Jelena Smurowa Jelena Tokun Irina Tolkunowa Jekaterina Wassiljewa                    |
| 2004    | ItalienCarmela Allucci Alexandra Araujo Silvia Bosurgi Francesca Conti Tania Di Mario Elena Gigli Melania Grego Giusi Malato Martina Miceli Maddalena Musumeci Cinzia Ragusa Noémi Tóth Emanuela Zanchi                             | GriechenlandDimitra Asilian Georgia Ellinaki Eftychia Karagianni Angeliki Karapataki Stavroula Kozompoli Georgia Lara Kyriaki Liosi Antiopi Melidoni Antonia Moraiti Evangelia Moraitidou Anthoula Mylonaki Aikaterina Oikonomopoulou Antigoni Roubessi | Vereinigte StaatenRobin Beauregard Margaret Dingeldein Ellen Estes Jacqueline Frank Natalie Golda Ericka Lorenz Heather Moody Thalia Munro Nicolle Payne Heather Petri Kelly Rulon Amber Stachowski Brenda Villa                             |
| 2008    | NiederlandeIefke van Belkum Gillian van den Berg Daniëlle de Bruijn Mieke Cabout Rianne Guichelaar Biurakn Hakhverdian Marieke van den Ham Noeki Klein Simone Koot Ilse van der Meijden Meike de Nooy Alette Sijbring Yasemin Smit  | Vereinigte StaatenElizabeth Armstrong Patty Cardenas Kami Craig Natalie Golda Alison Gregorka Brittany Hayes Jaime Hipp Moriah van Norman Heather Petri Jessica Steffens Brenda Villa Lauren Wenger Elsie Windes                                        | AustralienGemma Beadsworth Nikita Cuffe Suzie Fraser Taniele Gofers Kate Gynther Amy Hetzel Bronwen Knox Emma Knox Alicia McCormack Melissa Rippon Rebecca Rippon Jenna Santoromito Mia Santoromito                                          |
| 2012    | Vereinigte StaatenTumua Anae Elizabeth Armstrong Kami Craig Annika Dries Courtney Mathewson Heather Petri Kelly Rulon Melissa Seidemann Jessica Steffens Maggie Steffens Brenda Villa Lauren Wenger Elsie Windes                    | SpanienMarta Bach Andrea Blas Ana Copado Anna Espar Laura Ester Maica García Laura López Ona Meseguer Lorena Miranda Matilde Ortiz Jennifer Pareja María del Pilar Peña Roser Tarragó                                                                   | AustralienGemma Beadsworth Victoria Brown Kate Gynther Bronwen Knox Holly Lincoln-Smith Alicia McCormack Jane Moran Glencora Ralph Melissa Rippon Sophie Smith Ashleigh Southern Rowena Webster Nicola Zagame                                |
| 2016    | Vereinigte StaatenMaddie Musselman Melissa Seidemann Rachel Fattal Caroline Clark Maggie Steffens Courtney Mathewson Kiley Neushul Aria Fischer Kaleigh Gilchrist Makenzie Fischer Kami Craig Samantha Hill Ashleigh Johnson        | ItalienChiara Tabani Arianna Garibotti Elisa Queirolo Federica Radicchi Rosaria Aiello Tania Di Mario Roberta Bianconi Giulia Emmolo Francesca Pomeri Aleksandra Cotti Teresa Frassinetti Giulia Gorlero Laura Teani                                    | RusslandNadeschda Fedotowa Jekaterina Prokofjewa Elwina Karimowa Marija Borissowa Olga Belowa Jekaterina Lissunowa Anastassija Simanowitsch Anna Timofejewa Jewgenija Sobolewa Jewgenija Iwanowa Anna Grinjowa Anna Ustjuchina Anna Karnauch |
| 2020    | Vereinigte StaatenRachel Fattal Aria Fischer Makenzie Fischer Kaleigh Gilchrist Stephania Haralabidis Paige Hauschild Ashleigh Johnson Amanda Longan Maddie Musselman Jamie Neushul Melissa Seidemann Maggie Steffens Alys Williams | SpanienMarta Bach Anna Espar Clara Espar Laura Ester Judith Forca Maica García Irene González Paula Leitón Beatriz Ortiz María del Pilar Peña Elena Ruiz Maria Elena Sánchez Roser Tarragó                                                              | UngarnEdina Gangl Krisztina Garda Gréta Gurisatti Anikó Gyöngyössy Anna Illés Rita Keszthelyi Dóra Leimeter Alda Magyari Rebecca Parkes Nataša Rybanská Dorottya Szilágyi Gabriella Szűcs Vanda Vályi                                        |
| 2024    | SpanienPaula Camus Paula Crespí Anna Espar Laura Ester Judith Forca Maica García Paula Leitón Beatriz Ortiz María del Pilar Peña Nona Pérez Isabel Piralkova Elena Ruiz Martina Terré                                               | AustralienAbby Andrews Charlize Andrews Zoe Arancini Elle Armit Keesja Gofers Sienna Green Bronte Halligan Sienna Hearn Danijela Jackovich Matilda Kearns Genevieve Longman Gabriella Palm Alice Williams                                               | NiederlandeLaura Aarts Iris Wolves Brigitte Sleeking Sabrina van der Sloot Maartje Keuning Simone van de Kraats Bente Rogge Vivian Sevenich Kitty-Lynn Joustra Lieke Rogge Lola Moolhuijzen Nina ten Broek Sarah Buis                        |